# دوري ميانمار الوطني 2014
دوري ميانمار الوطني 2014 هو موسم من دوري ميانمار الوطني. كان عدد الأندية المشاركة فيه 12، وفاز فيه نادي ياداناربون.